# 公共政策網路參與平臺
公共政策網路參與平臺，又稱JOIN平台，是由中華民國國家發展委員會在2015年2月10日建置的網站，參考美國白宮We the People網站，目的是建立政府與民間互動溝通的單一討論平臺。任何中華民國國民或持有中華民國居留證者皆可註冊會員帳號，註冊後即可使用所有會員服務。

## 服務

### 提點子
民眾可以就公共政策提出提議，經公共政策參與平臺檢核通過後即可開放附議，若民眾不確定自己的提議內容，也可以先在「協作討論」區和其他民眾一同討論。民眾可以在提議時選擇要由行政院所屬的哪個機關負責自己的提議，提議在開放附議後60天內獲得超過5000份附議即成案，權責機關必須按照《公共政策網路參與實施要點》在成案後60天內於平臺上作出回應。雖然並非強制，但權責機關可以針對部分成案的提案召開會議，邀請提議者一起討論，討論過程應該完整公開。全國性選舉投票日前60天會暫停提議和附議。

### 眾開講
由政府單位提出規劃中或即將推動的政策資訊，讓民眾一同參與討論。

### 來監督
開放行政院各部會列管計畫執行情形，讓民眾參與監督政府施政。

### 參與式預算
讓民眾參與政府預算制定，由政府公告新需求、再開放民眾提案、投票參與。

### 找首長
提供行政院各部會首長的電子信箱，讓民眾直接聯繫。

### 參與審計
由監察院審計部提供的功能，在2017年3月1日加入，推動「公民參與審計」。

## 部分成案的提案

### 2017年
- 10元硬幣頭像，改鑄10元便當阿嬤莊朱玉女：2017年7月29日成案，提議將新臺幣十元硬幣圖案改為莊朱玉女女士的頭像以表揚其善行，遭中央銀行否決。[6][7]
- 啟動核一、核四 ，並以核能發電盈餘發展綠色能源：2017年8月11日成案，受到729限電危機影響希望不再發生類似事件。經濟部則表示會以緩慢方式建立非核家園及進行能源轉型。[8][9]
- 全國漸進式禁止使用免洗餐具：2017年6月13日成案，提議是希望我國減少塑膠垃圾的產生，環保屬的回應是在2018年1月1日針對購物用塑膠袋管制，新增：藥粧店美粧店及藥局、醫療器材行、家電攝影資訊及通訊設備零售業、書籍及文具零售業、洗衣店業、飲料店業、西點麵包店業，等七大類為限制使用對象，不得免費提供，以利減少購物用塑膠袋的使用。[10]
- 我國應調整時區至GMT +9：2017年10月19日成案，提議將中華民國的標準時間由與中華人民共和國相同的UTC+08:00改為與日本、韓國相同的UTC+09:00。[11][12]
- 我國應維持GMT +8時區，反對調整時區至GMT +9：2017年10月22日成案，反對上述調整標準時間的提案。針對以上兩案，內政部召開協作會議後表示，更改時區並無法解決國土認同、國家定位的問題。[13][14][15]

### 2020年
- 修法嚴懲製造、散布、持有兒少性剝削影像者，別讓台灣重演南韓「N號房性虐事件」：2020年4月9日成案，由兒童福利聯盟與台灣展翅協會共同提案，受到韓國N號房事件事件影響呼籲政府修改法律，對製造兒少性剝削影像者作出更重裁罰。隨後衛生福利部召集各方代表，召開「兒童及少年性剝削防制條例修法研商會議」。[16]

### 2021年
- 千足計劃-- 為提升國內足球參與可能，中央政府應鼓勵設置社區型足球場或複合式使用球場並規劃試辦計劃。：2021年5月15日成案，提議政府興建更多中小型足球場，獲得教育部體育署的參採。[17][18]

### 2023年
- 「雙語政策」有違國家語言發展法精神，影響國家正常教育發展，建議停止錯誤政策，落實多語臺灣、英語友善。：2023年4月14日成案，提議反對2030雙語政策[19][20]。
- 讓台灣成為亞洲第一個週休三日的國家：2023年4月26日成案，提議政府實行週休三日， 被行政院人事行政總處否決[21][22]。
- 廢除一般道路內側禁行機車、兩段式轉彎及考照制度改：2023年11月3日成案，提議廢除禁行機車及機慢車兩段式左轉，及改革考照制度。交通部則表示應給予地方政府保留彈性[23][24]。
- 高速公路局應制定高速公路開放行駛大型重機進度表：2023年11月10日成案，提議開放重型機車行駛在高速公路，被交通部否決[25][26]。

### 2024年
- 二次元創作(虛擬產物、圖畫)受兒少性剝削條例規範限制的適切性：2024年2月7日成案，提議重新檢視兒童及少年性剝削防制條例的適用範圍[27][28]。
- 虐童致殘者，加重刑責；虐童致死者，唯一死刑：2024年3月14日成案，受到臺北男童遭虐死案的影響，提議政府嚴懲虐待兒童者，最終以不符比例原則否決。[29][30]

## 批評
很多通過附議門檻的提案最後依然不被採納，因此遭台灣民眾黨批評參採率過低，淪為安撫民眾的「摸頭平臺」。

## 外部連結
- 官方网站
- 全民來join【公共政策網路參與平臺】的Facebook專頁